# Il labirinto del fauno
Il labirinto del fauno (El laberinto del fauno) è un film dark fantasy del 2006 scritto, diretto e prodotto da Guillermo del Toro.
Si tratta del secondo capitolo di una dilogia dello stesso del Toro (la prima è La spina del diavolo del 2001), girata interamente in spagnolo e ambientata durante la guerra civile e il secondo dopoguerra in Spagna. In origine era previsto anche un terzo capitolo intitolato 3993 (con riferimento al 1939, anno di conclusione della guerra civile, e al 1993, dove la storia si sarebbe incentrata sull'apertura delle fosse comuni), ma questo progetto fu accantonato in favore della realizzazione di Hellboy: The Golden Army.
Di produzione ispano-messicana, il film è stato presentato in anteprima alla 59ª edizione del Festival di Cannes, dove ha ricevuto una standing ovation di ben 22 minuti, tutt'ora la più lunga di sempre.
La pellicola ha ricevuto una notevole accoglienza da parte della critica specializzata, con molti elogi riguardanti gli effetti visivi e il trucco, la regia, la sceneggiatura, la fotografia, la scenografia e la recitazione. Ha incassato 83 milioni di dollari al botteghino mondiale e si è aggiudicato numerosi premi.

## Trama
(Monologo iniziale)
Spagna, 1944. La guerra civile si è conclusa da tempo, con Francisco Franco che ha preso saldamente il pieno potere, ma in una zona montuosa ci sono ancora dei ribelli che non si arrendono al nuovo regime. L'avamposto deputato dell'esercito è affidato al comando del crudele capitano Vidal, un fanatico falangista deciso a sterminare i ribelli. Egli chiama a sé la moglie Carmen, incinta, perché desidera che partorisca vicino a lui. La donna, già debole e sofferente, è costretta a intraprendere un difficile viaggio e porta con sé la figlia Ofelia, nata dal suo primo matrimonio.
La bambina si sente spaesata e oppressa dal nuovo ambiente – dominato dalla violenza, dalla paura e dalla freddezza del patrigno –, e per sfuggire a questa realtà si rifugia nel mondo delle fiabe, di cui è appassionata.
Una notte, accompagnata da alcune fate, Ofelia si addentra in un labirinto situato nei pressi della casa in cui risiede, incontrandovi un Fauno: la creatura le spiega che lei è la reincarnazione della principessa Moanna, figlia del Re del mondo sotterraneo, la quale scomparve tempo addietro quando giunse nel mondo degli umani: la bambina potrà ritornare solo superando tre prove, le cui istruzioni compariranno man mano su un libro magico. Ofelia dubita delle parole del Fauno, sostenendo di essere figlia di un sarto morto in guerra, ma la creatura afferma che la sua vera appartenenza è dimostrata da una voglia a forma di falce di luna presente sulla sua spalla sinistra. Inoltre le rivela che suo padre fece costruire portali magici in tutto il mondo affinché la ragazzina potesse ritrovare la strada di casa, e che il labirinto in cui si trovano è l'ultimo rimasto.
Nel frattempo, Ofelia scopre che la governante Mercedes collabora in segreto con i ribelli, dei quali fa parte anche suo fratello Pedro. Le due diventano alleate e amiche, mentre la tensione tra l'esercito e i partigiani aumenta.
La prima prova consiste nel recuperare una chiave nascosta nel ventre di un enorme rospo che ha fatto il nido sotto le radici di un albero antico, facendolo ammalare. Con astuzia, Ofelia inganna la creatura facendole ingerire tre pietre di ambra magica, riuscendo così a ottenere la chiave.
Intanto la salute di Carmen si aggrava, e Ofelia non può proseguire con la seconda prova. Il Fauno allora dona alla bambina una mandragora, che dovrà porre in una ciotola di latte sotto il letto della madre, e che dovrà nutrire ogni giorno con alcune gocce del proprio sangue. Il rimedio sembra funzionare, e la salute della donna migliora.
La notte seguente, il Fauno consegna a Ofelia un gessetto magico per aprire una porta nella sua camera verso il luogo della seconda prova, e una clessidra per contare il tempo esatto della sua missione. Inoltre, il fauno la avverte di non mangiare assolutamente nulla nel luogo dove andrà, perché lì vive un essere che «non è per niente umano».
La porta conduce Ofelia nelle segrete dell'Uomo Pallido, un essere umanoide apparentemente cieco, immobile e divoratore di bambini (come evidenziato dagli affreschi sui muri e da un impressionante ammasso di scarpe), seduto a una tavola sontuosamente imbandita. Grazie alla chiave ottenuta nella prima prova, la bambina recupera un pugnale dalla prima di tre piccole porte sul muro, ma va contro l'ordine del Fauno di non cibarsi di nulla e assaggia due chicchi d'uva: ciò fa svegliare l'Uomo Pallido, che afferra i suoi occhi da un piattino, li infila nelle cavità sui palmi delle sue mani, divora due delle tre fate e si lancia all'inseguimento di Ofelia. Il tempo scade e la porta svanisce, perciò Ofelia è costretta a disegnarne un'altra, ma il gessetto si spezza; nonostante ciò, riesce a scappare appena in tempo salendo sullo schienale della sedia e disegnando un'altra porta sul soffitto.
Nel frattempo, il capitano Vidal si dirige verso le montagne per attaccare i ribelli. Lì trova un fuoco da campo spento e, tra le braci, un biglietto della lotteria e alcune medicine. La mattina seguente scoppia uno scontro a fuoco sulle montagne; Vidal riesce a catturare un ribelle, ma più tardi scopre che è balbuziente. Vidal dice al ribelle che potrà andarsene se conterà fino a tre senza balbettare, ben sapendo che non è in grado di farlo, e quando l'ostaggio fallisce lo picchia brutalmente.
Di notte, il fauno fa visita a Ofelia per scoprire l'esito della seconda missione. Con le lacrime agli occhi, la bambina inizia a spiegare di aver avuto un incidente ma, prima che possa continuare, la fata sopravvissuta racconta al fauno cosa è successo. Il fauno, furioso, la rimprovera molto duramente rifiutandosi di rivelarle la terza prova. Il fauno scompare nell'ombra, lasciando Ofelia in lacrime.
Vidal scopre la mandragora sotto il letto di Carmen, sgrida aspramente Ofelia e ordina alla moglie di gettarla nel fuoco. Subito dopo, la salute di Carmen precipita e muore dando alla luce un maschio. Ofelia, devastata, si lega ancora di più a Mercedes, che ormai rappresenta per lei una figura materna.
Il giorno dopo, Vidal ordina al dottor Ferreiro di curare il prigioniero, il quale chiede al medico di porre fine alle sue sofferenze, e il medico acconsente somministrandogli un'iniezione letale. Nello stesso momento, Vidal ottiene un campione di medicinale dalla borsa del Ferreiro e lo confronta con quello trovato in montagna; infuriato per il tradimento e la disobbedienza del medico, spara mortalmente a Ferreiro. Successivamente si appresta a fare lo stesso con la governante, avendo scoperto che aveva usato una copia della chiave della cantina dove teneva il cibo destinato a un villaggio vicino, in modo che gli abitanti non aiutassero i ribelli. Tuttavia, Mercedes riesce a liberarsi e lo pugnala più volte al busto e al volto, senza tuttavia ucciderlo; dopodiché, la donna scappa e si rifugia dai ribelli.
Ofelia viene rinchiusa in camera, ma riceve nuovamente la visita del Fauno, che decide di concederle un’ultima occasione: la terza prova consiste nel portare il fratellino al centro del labirinto. Usando un altro gessetto magico, Ofelia evade dalla stanza, droga il patrigno con del laudano per addormentarlo e prende il neonato. Quando giunge nel cuore del labirinto, il Fauno le dice che per aprire il portale verso il suo regno è necessario il sangue di un innocente e le chiede di sacrificare qualche goccia di quello del fratellino. Ofelia si rifiuta, anche se questo significa rinunciare al proprio destino, dando dimostrazione del suo cuore puro e del suo spirito nobile.
In quel momento arriva Vidal, che non vede il Fauno e crede che Ofelia stia parlando da sola. L'uomo strappa il neonato dalle braccia della figliastra e le spara senza pietà. All'uscita del labirinto, però, l'uomo si imbatte nei ribelli, che hanno conquistato la zona, e si arrende, chiedendo, prima di essere giustiziato, che dicano al figlio l'ora della sua morte, proprio come suo padre fece con lui. Tuttavia, Mercedes dichiara che il piccolo non saprà mai neppure di chi è figlio, per risparmiargli le atrocità commesse dal padre. Dopodiché Pedro spara a Vidal, uccidendolo.
Nel frattempo, il sangue di Ofelia gocciola sulle pietre del labirinto aprendo il passaggio verso il mondo sotterraneo, dove la bambina viene acclamata dai suoi genitori e dai sudditi. Il padre le rivela che è proprio scegliendo di non sacrificare il piccolo che la bambina, con il suo sangue altrettanto innocente, ha potuto superare l'ultima prova, la più importante. In quel momento compare anche il Fauno insieme a tutte le fate, che volano felici intorno alla bambina, elogiando anch'egli la scelta di Ofelia.
Mercedes corre da Ofelia, ormai morente, e la culla tra le braccia mentre le canta una ninna nanna. Su un ramo dell'albero oggetto della prima prova sboccia un nuovo fiore, vicino al quale si posa l'insetto-fata.
(Monologo finale)

## Produzione

### Sviluppo
La genesi del film va individuata in un taccuino che il regista Guillermo del Toro riempì per una ventina d'anni di bozzetti e appunti vari, e che rischiò di perdere durante un viaggio.
La prima concezione della storia vedeva una donna incinta innamorarsi di un Fauno per il quale sacrificava il figlio che aspettava in modo da vivere insieme per sempre.
L'idea della creatura gli venne da un sogno lucido ricorrente avuto da bambino secondo cui, a mezzanotte, osservava un fauno sbucare da un orologio appartenuto al nonno; il design finale del Fauno subì diverse modifiche al fine di renderlo maggiormente legato alla natura ed intimidatorio.

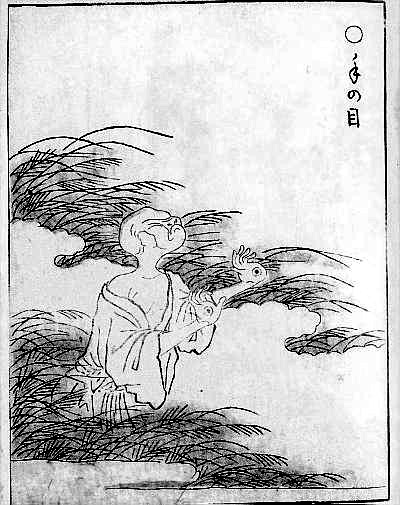
Illustrazione di un tenome nel bestiario Gazu hyakki yagyō di Toriyama Sekien (1776).

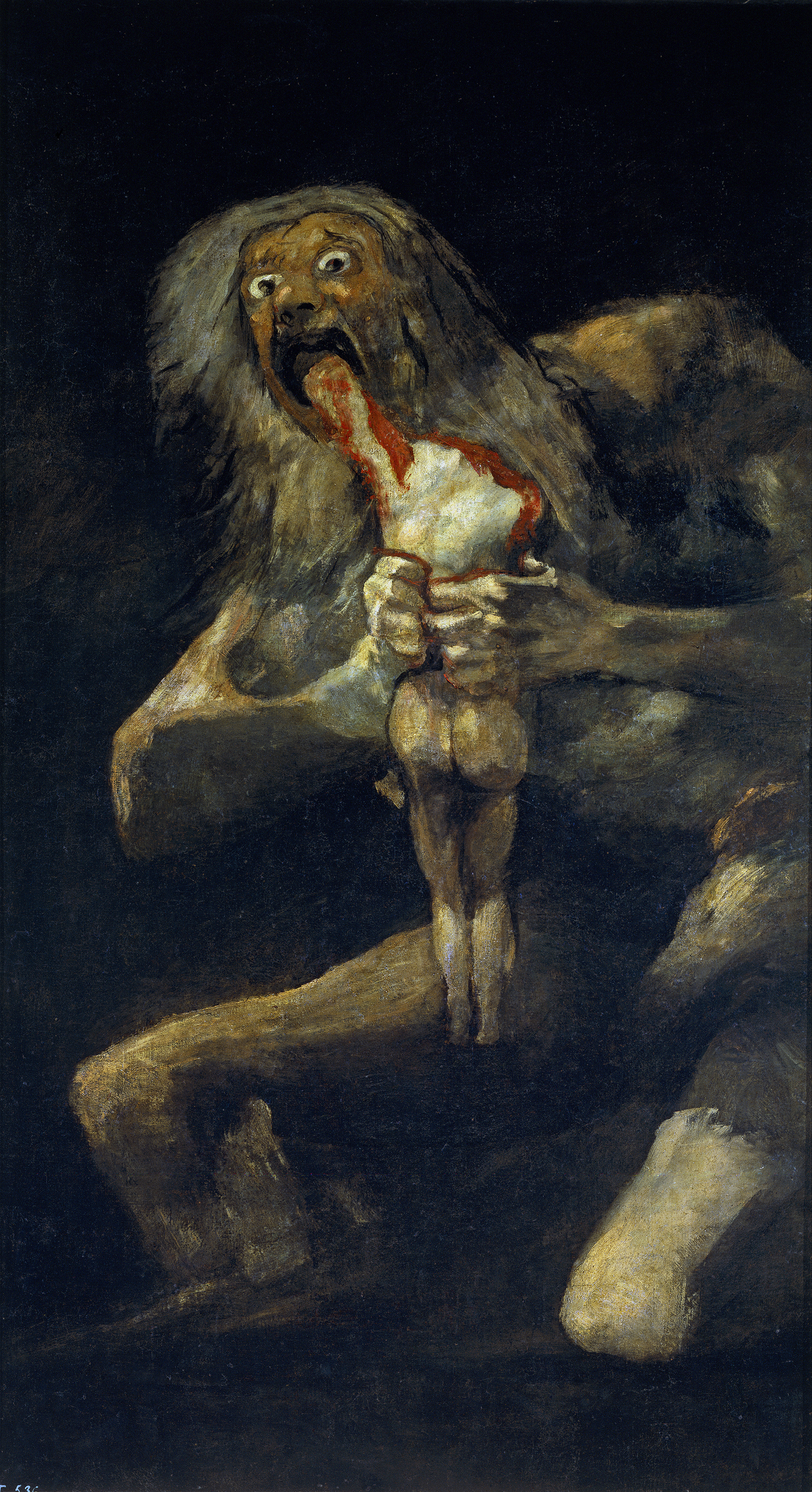
Saturno che divora i suoi figli (1821-1823) di Francisco Goya. Questo dipinto ha ispirato la scena in cui l'Uomo Pallido divora due fate.

Il grottesco e terrificante Uomo Pallido, che ha sui palmi delle mani degli squarci nei quali inserisce i suoi occhi, è basato su uno yōkai – mostro della mitologia giapponese – chiamato tenome (手の目, "occhi sulle mani").
Del Toro ha affermato che questo essere è la rappresentazione di tutto il male istituzionale che si "nutre" degli indifesi. Non a caso sorveglia un ricco banchetto – facile esca in periodi di carenza dovuti alle guerre – dal quale, se il malcapitato assaggia qualcosa, non può più scappare finendo divorato dal mostro. La seconda prova ha un richiamo visivo palese con un banchetto presieduto da Vidal.
La scena in cui un giovane contadino viene picchiato in volto da Vidal con una bottiglia di vetro si rifà a due episodi realmente accaduti a cui assistettero da giovani Del Toro e alcuni suoi amici: in uno un membro dell'élite spagnola fascista entrò in un negozio di alimentari e uno dei presenti rifiutò di togliersi il cappello in sua presenza, così il fascista lo colpì al volto con il calcio della sua pistola e gli rubò la spesa; nell'altro un suo amico venne coinvolto in una rissa e venne ripetutamente colpito al volto con una bottiglia che tuttavia non si ruppe, un dettaglio rimasto impresso nella memoria del regista.

Cresciuto in una parte violenta del Messico, Del Toro ha affermato: 
(Guillermo Del Toro)
La fiaba narrata da Ofelia al fratello non ancora nato includeva in principio un drago chiamato Varanium Silex, custode di una montagna circondata da rovi in cima alla quale fiorisce una rosa blu che dona l'immortalità; la creatura e le spine inducono gli uomini a rinunciare alla rosa, preferendo evitare il dolore piuttosto che subirlo per ottenere l'immortalità. Nonostante per la scena fosse tematicamente importante, la figura del drago venne esclusa per motivi di budget.
L'albero in cui Ofelia deve addentrarsi durante la prima prova ha una conformazione che ricorda sia le corna del Fauno (elemento incorporato nell'architettura) che l'apparato genitale femminile (che riappare nel libro magico quando Carmen è in procinto di partorire), rimando al concetto di fertilità e rinascita.
Del Toro ha ripetuto più volte che, nonostante una storia possa avere diversi significati a seconda dello spettatore, «oggettivamente, nel modo in cui l'ho strutturata, ci sono indizi che ti dicono... che è reale». Ad esempio: la mandragora che guarisce Carmen, il gessetto che Ofelia lascia sulla scrivania di Vidal, la fuga della bambina attraverso un vicolo cieco del labirinto, la sua voglia a forma di falce di luna presente sulla sua spalla sinistra, il fiore che sboccia sull'albero cavo alla fine del film.
Nonostante l'industria di Hollywood premesse per un'atmosfera meno sinistra e la recitazione in lingua inglese al fine di rendere il film accessibile ad un pubblico più ampio, Del Toro si oppose dichiarando che Il labirinto del fauno non era stato concepito per il profitto, ma per la visione; rinunciò al suo intero stipendio da regista per assicurarsi che i requisiti del budget fossero rispettati.

### Cast
Per il ruolo di Ofelia vennero provinate un centinaio di candidate; Del Toro aveva scritto il ruolo per una bambina di 8 o 9 anni, ma rimase colpito dall'allora undicenne Ivana Baquero, quindi decise di scritturarla e rimaneggiare la sceneggiatura per adattarla alla sua età, oltre ad inviarle fumetti e libri di fiabe per aiutarla ad entrare maggiormente nel ruolo.
Riguardo alla disobbedienza di Ofelia, Del Toro ha asserito:
(Guillermo Del Toro)
Doug Jones, che aveva già lavorato con Del Toro nei film Mimic e Hellboy, venne contattato per interpretare il duplice ruolo del Fauno e dell'Uomo Pallido. Egli accettò ma scoprì che il film sarebbe stato girato in spagnolo, che non conosceva; tuttavia insistette nell'imparare i dialoghi, approfittando delle cinque ore giornaliere di trucco alle quali doveva sottoporsi. Alla fine Del Toro preferì farlo doppiare dall'affermato attore di teatro Pablo Adán; tuttavia, gli sforzi di Jones non sono stati vani dato che Adán ha potuto facilmente riprenderne il labiale e l'intonazione.
Del Toro offrì a Sergi López la parte del capitano Vidal un anno e mezzo prima dell'inizio delle riprese, pur con dubbi da parte dei produttori spagnoli che lo ritenevano più adatto a commedie e melodrammi.
(Sergi López)
(Guillermo Del Toro)

### Riprese

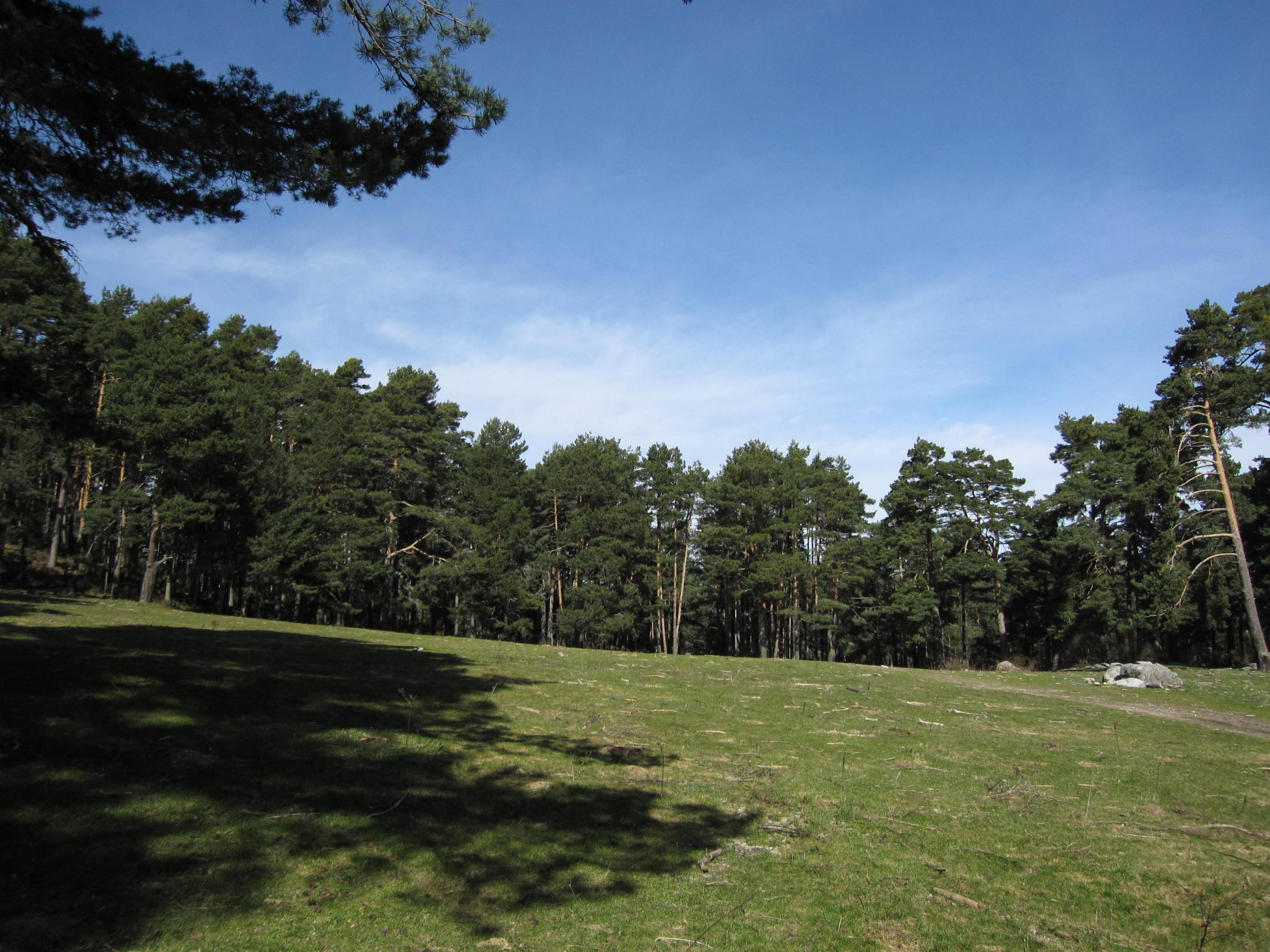
Pineta di San Rafael, dove fu girata gran parte del film.

Le riprese furono effettuate interamente in Spagna, in particolare a Belchite, El Espinar, Segovia, Sierra de Guadarrama e Algete, dall'11 luglio al 15 ottobre 2005.
In quei mesi la provincia di Segovia attraversò un periodo di siccità, il che complicò le scene di sparatoria a causa dell'elevato rischio di incendi: per questo motivo le esplosioni e gli spari furono rielaborati completamente in post-produzione, rendendo inoltre gli ambienti più umidi e muschiosi.
Del Toro e Guillermo Navarro, il direttore della fotografia, scelsero di privilegiare le immagini rispetto ai dialoghi quindi, anche durante le riprese a camera fissa, il più delle volte essa venne mossa leggermente affinché l'immagine si spostasse in modo quasi impercettibile; la differenza tra il mondo umano e quello fantastico viene espressa in particolare dall'uso dei colori: nel primo caso si ha una prevalenza di colori freddi e scuri, mentre nel secondo dominano i colori caldi con sfumature dorate.
Navarrete, il capo-elettricista David Lee e il capo-attrezzista Rick Stribling lavorarono a stretto contatto per assicurarsi di ottenere un'immagine perfetta del collegamento visivo tra il mondo umano e quello fantastico.

### Sottotitoli
Del Toro si occupò personalmente di scrivere i sottotitoli in inglese in quanto rimasto deluso dall'adattamento di quelli del suo precedente lavoro, La spina del diavolo, non volendo che nessuna delle sue idee andasse persa nel processo di traduzione.

## Colonna sonora
Il compositore Javier Navarrete ha strutturato l'intera colonna sonora del film come fosse una ninna nanna, la cui progressione melodica suggerisce l'innocenza della protagonista, calata però in un contesto tutt'altro che innocente. L'album è stato pubblicato il 19 dicembre 2006.
L'immagine di copertina che ritrae il Fauno mentre abbraccia Ofelia (inizialmente pensata come locandina per la promozione della pellicola) è stata disegnata dall'illustratore statunitense Drew Struzan.
1. Hace mucho, mucho tiempo – 2:11
2. El laberinto – 4:04
3. La rosa y el dragon – 3:34
4. El hada y el laberinto – 3:33
5. Las tres pruebas – 2:04
6. El arbor que muere y el sapo – 7:08
7. Guerrilleros – 2:05
8. El libro de sangre – 3:47
9. Nana de Mercedes – 1:36
10. El refugio – 1:32
11. El que no es humano – 5:52
12. El rio – 2:48
13. Un Cuento – 1:52
14. Bosque profundo – 5:45
15. Vals de la mandragora – 3:38
16. El funeral – 2:42
17. Mercedes – 5:34
18. La luna llena y el fauno – 5:04
19. Ofelia – 2:16
20. Una princesa – 3:52
21. Nana del laberinto del fauno – 1:47

## Promozione
La pellicola venne presentata in anteprima al Festival di Cannes il 27 maggio 2006, e nei mesi seguenti venne proiettata in numerose altre importanti rassegne cinematografiche.

## Distribuzione
Il film è stato distribuito in Spagna l'11 ottobre 2006, in Messico il 20 ottobre e negli Stati Uniti d'America il 29 dicembre.
In Italia la distribuzione è avvenuta il 24 novembre 2006, con l'adattamento dei dialoghi e la direzione del doppiaggio a cura di Tonino Accolla.

### Divieti
In America il film ha ricevuto dal MPAA un divieto ai minori di 17 anni (pur variando nei vari stati) per la presenza di violenza esplicita e linguaggio scurrile, mentre in Italia il film è stato vietato ai minori di 14 anni.
Nel resto del mondo le limitazioni sono simili.

## Accoglienza

### Incassi
A fronte di un budget di 19000000 $, l'incasso totale ammonta a 83863565 $.

### Critica
Roger Ebert ha assegnato alla pellicola la valutazione massima di 4 stelle su 4: 
(Roger Ebert, rogerebert.com, 25 agosto 2007)
Su Rotten Tomatoes il film detiene un indice di approvazione professionale del 95% basato su 241 recensioni. Il consenso generale del sito recita: «Il labirinto del fauno è Alice nel Paese delle Meraviglie per adulti, dove gli orrori della realtà e della fantasia si fondono insieme in una favola straordinaria e affascinante».
Su Metacritic ha ricevuto una valutazione professionale di 98 su 100 basata su 37 recensioni, corrispondente ad un'«acclamazione universale».

## Riconoscimenti
- 2006 - Boston Society of Film Critics Award
  - Miglior film straniero
  - Migliore fotografia a Guillermo Navarro
- 2006 - British Society of Cinematographers
  - Candidatura per la migliore fotografia a Guillermo Navarro
- 2006 - Camerimage
  - Rana d'Oro a Guillermo Navarro
- 2006 - Chicago Film Critics Association Award
  - Candidatura per il miglior film straniero
  - Candidatura per la miglior attrice emergente a Ivana Baquero
- 2006 - Dallas-Fort Worth Film Critics Association Award
  - Candidatura per il miglior film straniero
- 2006 - Festival di Cannes
  - Candidatura per la Palma d'Oro a Guillermo del Toro
- 2006 - Florida Film Critics Circle Award
  - Miglior film straniero a Guillermo del Toro
  - Migliore fotografia a Guillermo Navarro
- 2006 - Los Angeles Film Critics Association Award
  - Migliore scenografia a Eugenio Caballero
  - Candidatura per il miglior attore non protagonista a Sergi Lòpez
- 2006 - National Board of Review Award
  - Migliori dieci film
- 2006 - New York Film Critics Circle Award
  - Migliore fotografia a Guillermo Navarro
- 2006 - San Francisco Film Critics Circle
  - Miglior film straniero a Guillermo del Toro
- 2006 - Satellite Award
  - Miglior film d'animazione o a tecnica mista
  - Candidatura per la migliore scenografia a Eugenio Caballero
  - Candidatura per i migliori effetti speciali a Everett Burrell e Edward Irastorza
- 2006 - Southeastern Film Critics Association Award
  - Miglior film straniero
  - Candidatura per il miglior film
- 2006 - Toronto Film Critics Association Award
  - Candidatura per il miglior film straniero a Guillermo del Toro
- 2006 - Washington DC Area Film Critics Association Award
  - Miglior film straniero
- 2007 - Academy of Motion Picture Arts and Sciences of Argentina
  - Candidatura per il miglior film straniero a Guillermo del Toro
- 2007 - Ariel Award
  - Miglior film
  - Migliore regia a Guillermo del Toro
  - Migliore attrice a Ivana Baquero
  - Migliore fotografia a Guillermo Navarro
  - Migliore scenografia a Eugenio Caballero e Pilar Revuelta
  - Migliori costumi a Lala Huete
  - Miglior trucco a David Martì e Montse Ribé
  - Miglior colonna sonora a Javier Navarrete
  - Migliori effetti speciali a Reyes Abades, Ángel Alonso, David Martí e Montse Ribé
  - Candidatura per il miglior attore non protagonista a Alex Angulo
  - Candidatura per il miglior montaggio a Bernat Vilaplana
  - Candidatura per il miglior sonoro a Martín Hernández, Jaime Baksht e Miguel Ángel Polo
- 2007 - Art Directors Guild
  - Migliore scenografia a Eugenio Caballero e Pilar Revuelta
- 2007 - Austin Film Critics Association
  - Miglior film straniero a Guillermo del Toro
  - Migliore sceneggiatura originale a Guillermo del Toro
  - Candidatura per il miglior film
- 2007 - British Academy Film Awards
  - Miglior film non in lingua inglese a Alfonso Cuarón, Bertha Navarro, Frida Torresblanco e Guillermo del Toro
  - Miglior trucco a José Quetglás e Blanca Sánchez
  - Migliori costumi a Lala Huete
  - Candidatura per la migliore sceneggiatura originale a Guillermo del Toro
  - Candidatura per la migliore fotografia a Guillermo Navarro
  - Candidatura per la migliore scenografia a Eugenio Caballero e Pilar Revuelta
  - Candidatura per il miglior sonoro a Martín Hernández, Jaime Baksht e Miguel Ángel Polo
  - Candidatura per i migliori effetti speciali a Edward Irastorza, Everett Burrell, David Martí e Montse Ribé
- 2007 - Butaca Award
  - Miglior attore catalano a Sergi Lopez
  - Candidatura per la miglior attrice catalana a Ivana Baquero
  - Candidatura per la miglior attrice catalana a Ariadna Gil
- 2007 - Central Ohio Film Critics Association Award
  - Miglior film straniero
- 2007 - Cinema Writers Circle Award
  - Migliore fotografia a Guillermo Navarro
  - Miglior montaggio a Bernat Vilaplana
  - Candidatura per il miglior film
  - Candidatura per la migliore regia a Guillermo del Toro
  - Candidatura per il miglior attore a Sergi Lòpez
  - Candidatura per la miglior attrice a Maribel Verdù
  - Candidatura per la miglior attrice emergente a Ivana Baquero
  - Candidatura per la migliore sceneggiatura originale a Guillermo Navarro
  - Candidatura per la miglior colonna sonora a Javier Navarrete
- 2007 - Costume Designers Guild Award
  - Migliori costumi a Lala Huete
- 2007 - Critics' Choice Movie Award
  - Candidatura per il miglior film straniero
  - Candidatura per la migliore giovane attrice a Ivana Baquero
- 2007 - Empire Award
  - Miglior fantasy
  - Candidatura per il miglior film
  - Candidatura per la migliore regia a Guillermo del Toro
- 2007 - Fantasporto
  - Miglior film a Guillermo del Toro
  - Miglior attore a Sergi Lòpez

- 2007 - Fotogramas de Plata
  - Miglior film a Guillermo del Toro
  - Candidatura per la miglior attrice a Maribel Verdù
  - Candidatura per il miglior attore a Sergi Lòpez
- 2007 - Golden Globe
  - Candidatura per il miglior film straniero
- 2007 - Imagen Foundation Award
  - Miglior film
  - Migliore regia a Guillermo del Toro
  - Miglior attrice protagonista a Ivana Baquero
- 2007 - Independent Spirit Award
  - Migliore fotografia a Guillermo Navarro
  - Candidatura per il miglior film a Bertha Navarro, Alfonso Cuarón, Frida Torresblanco, Álvaro Augustín e Guillermo del Toro
- 2007 - Kansas City Film Critics Circle Award
  - Premio Vince Koehler per il miglior film di fantascienza, fantasy o horror
- 2007 - Las Vegas Film Critics Society Award
  - Miglior film straniero
- 2007 - London Critics Circle Film Award
  - Candidatura per il film straniero dell'anno
  - Candidatura per il regista dell'anno a Guillermo del Toro
  - Candidatura per lo sceneggiatore dell'anno a Guillermo del Toro
- 2007 - Motion Picture Sound Editors
  - Miglior montaggio sonoro
- 2007 - National Society of Film Critics Award
  - Miglior film
  - Candidatura per la migliore regia a Guillermo del Toro
  - Candidatura per la migliore fotografia a Guillermo Navarro
- 2007 - Ondas Award
  - Cinemania Award a Maribel Verdù
- 2007 - Online Film Critics Society Award
  - Miglior film straniero
  - Migliore sceneggiatura originale a Guillermo del Toro
  - Candidatura per il miglior film
  - Candidatura per il migliore regia a Guillermo del Toro
  - Candidatura per la migliore fotografia a Guillermo Navarro
  - Candidatura per la miglior colonna sonora a Javier Navarrete
- 2007 - Palm Springs International Film Festival
  - FIPRESCI Award a Guillermo del Toro
- 2007 - Premio Goya
  - Migliore attrice rivelazione a Ivana Baquero
  - Migliore sceneggiatura originale a Guillermo del Toro
  - Migliore fotografia a Guillermo Navarro
  - Miglior trucco e acconciatura a José Quetglás e Blanca Sánchez
  - Miglior montaggio a Bernat Vilaplana
  - Miglior sonoro a Martín Hernández e Miguel Ángel Polo
  - Migliori effetti speciali a David Martì, Reyes Abades, Everett Burrell, Edward Irastorza e Emilio Ruiz del Río
  - Candidatura per il miglior film
  - Candidatura per la migliore regia a Guillermo del Toro
  - Candidatura per il miglior attore protagonista a Sergi López
  - Candidatura per la miglior attrice protagonista a Maribel Verdú
  - Candidatura per la migliore scenografia a Eugenio Caballero
  - Candidatura per la miglior colonna sonora a Javier Navarrete
- 2007 - Premio Hugo
  - Miglior rappresentazione drammatica
- 2007 - Premio Oscar[27]
  - Migliore fotografia a Guillermo Navarro
  - Migliore scenografia a Eugenio Caballero e Pilar Revuelta
  - Miglior trucco a David Martì e Montse Ribé
  - Candidatura per il miglior film straniero (Messico)
  - Candidatura per la migliore sceneggiatura originale a Guillermo del Toro
  - Candidatura per la miglior colonna sonora a Javier Navarrete
- 2007 - Premios ACE
  - Miglior film a Guillermo del Toro
  - Migliore nuova attrice a Ivana Baquero
- 2007 - Sant Jordi Award
  - Miglior film a Guillermo del Toro
- 2007 - Saturn Award
  - Miglior film internazionale
  - Miglior attrice emergente a Ivana Baquero
  - Candidatura per la migliore regia a Guillermo del Toro
  - Candidatura per il miglior attore non protagonista a Sergi Lòpez
  - Candidatura per la migliore sceneggiatura a Guillermo del Toro
  - Candidatura per il miglior trucco a David Martì e Montse Ribé
- 2007 - Spanish Actors Union
  - Migliore attrice a Ivana Baquero
  - Candidatura per il miglior attore a Sergi Lòpez
  - Candidatura per la migliore attrice a Maribel Verdù
- 2007 - Turia Award
  - Miglior film spagnolo a Guillermo del Toro
  - Candidatura per la migliore nuova attrice a Ivana Baquero
  - Candidatura per il miglior attore a Sergi Lòpez
  - Candidatura per la miglior attrice a Maribel Verdù
- 2007 - Young Artist Award
  - Candidatura per il film internazionale per le famiglie
  - Candidatura per la migliore giovane attrice protagonista a Ivana Baquero
- 2008 - Argentinean Film Critics Association Award
  - Miglior film straniero a Guillermo del Toro
- 2008 - Bodil Award
  - Miglior film straniero a Guillermo del Toro
- 2008 - Chlotrudis Award
  - Miglior visual design
- 2008 - Film Critics Circle of Australia Award
  - Candidatura per il miglior film straniero a Guillermo del Toro
- 2008 - Grammy Award
  - Candidatura per la miglior colonna sonora a Javier Navarrete
- 2008 - Science Fiction and Fantasy Writers of America
  - Migliore sceneggiatura a Guillermo del Toro

## Romanzo
Il 3 aprile 2019 Guillermo Del Toro annunciò la pubblicazione a luglio di un'antologia di racconti che approfondisce ed espande la mitologia alla base del film, scritta insieme a Cornelia Funke. Il romanzo è stato pubblicato in Italia il 15 ottobre 2019.